# Palacio de los Deportes de Heredia
El Palacio de los Deportes de Heredia es un pabellón deportivo con capacidad para 7500 personas ubicado en Heredia, una localidad del país centroamericano de Costa Rica. La arena es escenario habitual de eventos locales, tales como partidos deportivos, conciertos y ferias comerciales. El equipo de baloncesto Ferretería Brenes Barva tiene su sede aquí. En 2004, el estadio fue sede del Campeonato de Futsal de la CONCACAF. Fue construido en el año 1989. Los servicios que ofrece el Palacio de los Deportes incluye: gimnasio, piscina, spa, campo de fútbol, espacio para Conciertos.

## Eventos y Conciertos
Conciertos
- Alejandra Guzmán
- Álex Campos
- Álex Ubago
- Ana Belén
- Angela Carrasco
- Axe Bahia
- Belinda
- Bon Jovi
- Café Tacvba
- Camilo Sesto
- Carlos Rivera
- Cuarteto de Nos
- David Bisbal
- Diego Torres
- Disney Live! - Mickey's Magic Show
- Dream Theater
- Enrique Bunbury
- Evanescence
- Franco de Vita
- Gustavo Cerati
- Heroes del Silencio
- INXS
- Jencarlos Canela
- Jesse & Joy
- Joaquín Sabina
- José Luis Perales
- Julieta Venegas
- Julio Iglesias
- Kany García
- Kudai
- La Oreja de Van Gogh
- La Quinta Estación
- Les Luthiers
- Los Fabulosos Cadillacs
- Mägo de Oz
- Martín Valverde
- Mercedes Sosa
- Natalia Jiménez
- Pablo Abraira
- Pablo Alborán
- Pandora
- Pimpinela
- Ricardo Arjona
- Ricardo Montaner
- Roberto Carlos
- Roxette
- Sean Paul
- Sin Bandera
- Sting
- Survivor
- Thalía
- Todos Tus Muertos
- UB40
- Víctor Manuel
- Yo soy betty, la fea
- Yuridia

Televisivo
- Teletón
- Vm Latino Fest 09

Deportvos
- Juegos Deportivos Nacionales de Costa Rica
- Sede del Campeonato de Futsal de Concacaf de 2004